# Wasnes-au-Bac
Wasnes-au-Bac és un municipi francès, situat a la regió dels Alts de França, al departament del Nord. L'any 2006 tenia 558 habitants. Limita al nord amb Marquette-en-Ostrevant, a l'est amb Wavrechain-sous-Faulx, al sud amb Paillencourt, al sud-oest amb Hem-Lenglet, a l'oest amb Féchain i al nord-oest amb Marcq-en-Ostrevent.

## Demografia
| 1962                                       | 1968 | 1975 | 1982 | 1990 | 1999 | 2006 |
| ------------------------------------------ | ---- | ---- | ---- | ---- | ---- | ---- |
| 462                                        | 500  | 476  | 446  | 483  | 512  | 558  |
| Des de 1962: població sense dobles comptes |      |      |      |      |      |      |

## Administració
| Període | Identitat    | Partit |
| ------- | ------------ | ------ |
| 2001-   | Jules Cornet |        |